# Aubrieta thessala
Aubrieta thessala är en korsblommig växtart som beskrevs av H. Boissieu. Aubrieta thessala ingår i släktet aubrietior, och familjen korsblommiga växter. Inga underarter finns listade i Catalogue of Life.